# Hemithea melalopha
Hemithea melalopha là một loài bướm đêm trong họ Geometridae.